# Craftsbury
Craftsbury  ist eine Town im Orleans County, Vermont. Im Jahr 2020 lebten dort 1343 Einwohner in 703 Haushalten auf einer Fläche von 102,9 km².

## Geografie

### Geografische Lage
Craftsbury liegt im Südwesten des Orleans County. Der Black River windet sich in nord-südlicher Richtung durch die Town. Zudem gibt es weitere kleinere Flüsse. Zentral gelegen ist der Mud Pond und der Little Hosmer Pond befindet sich im Norden. Die Oberfläche ist recht eben, höhere Erhebungen gibt es nicht, mit 550 m ist der West Hill die höchste Erhebung.

### Nachbargemeinden
Alle Entfernungen sind als Luftlinien zwischen den offiziellen Koordinaten der Orte aus der Volkszählung 2010 angegeben.
- Norden: Lowell,[Anm 1] 9,3 km
- Nordosten: Albany, 5,9 km
- Osten: Glover, 17,2 km
- Südosten: Greensboro, 11,1 km
- Süden: Hardwick,[Anm 1] 5,9 km
- Südwesten: Wolcott, 8,4 km
- Westen: Hyde Park, 20,0 km
- Nordwesten: Eden, 17,0 km

### Klima
Die mittlere Durchschnittstemperatur in Craftsbury liegt zwischen −11,7 °C (11 °Fahrenheit) im Januar und 18,3 °C (65 °Fahrenheit) im Juli. Damit ist der Ort gegenüber dem langjährigen Mittel der USA um etwa 9 Grad kühler. Die Schneefälle zwischen Mitte Oktober und Mitte Mai liegen mit mehr als zwei Metern etwa doppelt so hoch wie die mittlere Schneehöhe in den USA. Die tägliche Sonnenscheindauer liegt am unteren Rand des Wertespektrums der USA, zwischen September und Mitte Dezember sogar deutlich darunter.

## Geschichte

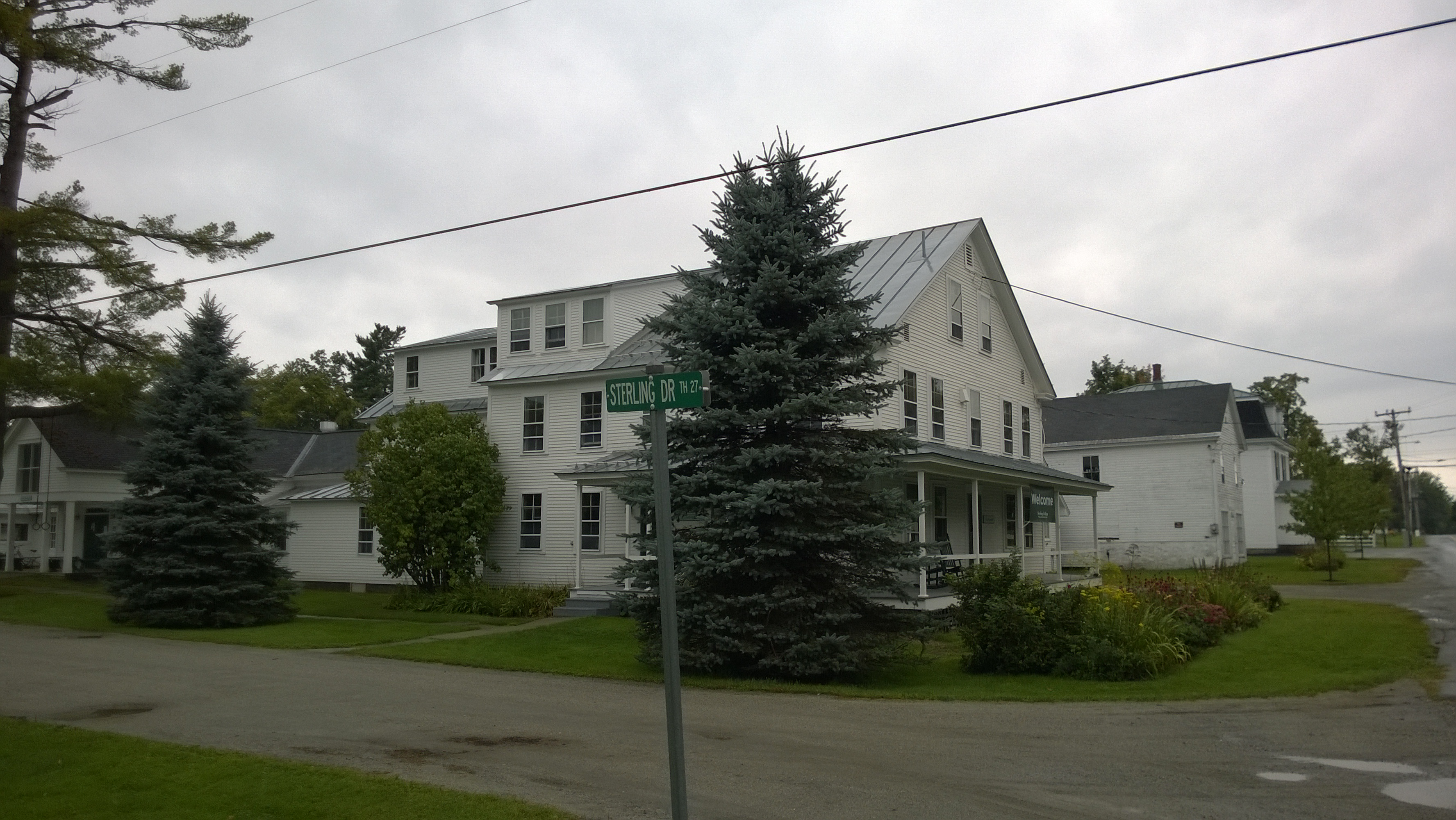
Häuser im Zentrum von Craftsbury

Die Town wurde im Jahr 1780 als Grant an Ebenezer Crafts, Timothy Newell und 62 weitere gegeben. Am  23. August 1781 fand die konstituierende Sitzung statt. Es war einer der ersten besiedelten Orte in der Gegend. Der erste Name des Ortes war Minden, allerdings wurde er nur zehn Jahre später zu Ehren von Ebenezer Crafts, der als erster Siedler die Town im Sommer 1788 erreichte, in Craftsbury umbenannt. Schnell wurde Craftsbury zu einem bedeutenden Handelsplatz, allerdings kam es auch zu Auseinandersetzungen mit Indianern. Dies sorgte für die Gründung von verschiedenen Siedlungsplätzen: Craftsbury Village im Tal, East Craftsbury auf einer Erhöhung sowie Craftsbury Common auf der Spitze eines Hügels. Die höchste Einwohnerzahl erreichte Craftsbury im Jahre 1860 mit 1413, im Jahre 1970 erreichte sie mit 632 Menschen einen Tiefpunkt. Seitdem steigt die Einwohnerzahl wieder.

### Einwohnerentwicklung
| Volkszählungsergebnisse – Town of Craftsbury, Vermont | Volkszählungsergebnisse – Town of Craftsbury, Vermont | Volkszählungsergebnisse – Town of Craftsbury, Vermont | Volkszählungsergebnisse – Town of Craftsbury, Vermont | Volkszählungsergebnisse – Town of Craftsbury, Vermont | Volkszählungsergebnisse – Town of Craftsbury, Vermont | Volkszählungsergebnisse – Town of Craftsbury, Vermont | Volkszählungsergebnisse – Town of Craftsbury, Vermont | Volkszählungsergebnisse – Town of Craftsbury, Vermont | Volkszählungsergebnisse – Town of Craftsbury, Vermont | Volkszählungsergebnisse – Town of Craftsbury, Vermont |
| Jahr                                                  | 1700                                                  | 1710                                                  | 1720                                                  | 1730                                                  | 1740                                                  | 1750                                                  | 1760                                                  | 1770                                                  | 1780                                                  | 1790                                                  |
| ----------------------------------------------------- | ----------------------------------------------------- | ----------------------------------------------------- | ----------------------------------------------------- | ----------------------------------------------------- | ----------------------------------------------------- | ----------------------------------------------------- | ----------------------------------------------------- | ----------------------------------------------------- | ----------------------------------------------------- | ----------------------------------------------------- |
| Einwohner                                             |                                                       |                                                       |                                                       |                                                       |                                                       |                                                       |                                                       |                                                       |                                                       | 18                                                    |
| Jahr                                                  | 1800                                                  | 1810                                                  | 1820                                                  | 1830                                                  | 1840                                                  | 1850                                                  | 1860                                                  | 1870                                                  | 1880                                                  | 1890                                                  |
| Einwohner                                             | 229                                                   | 566                                                   | 605                                                   | 982                                                   | 1151                                                  | 1223                                                  | 1413                                                  | 1330                                                  | 1381                                                  | 1271                                                  |
| Jahr                                                  | 1900                                                  | 1910                                                  | 1920                                                  | 1930                                                  | 1940                                                  | 1950                                                  | 1960                                                  | 1970                                                  | 1980                                                  | 1990                                                  |
| Einwohner                                             | 1251                                                  | 1119                                                  | 1042                                                  | 976                                                   | 875                                                   | 709                                                   | 674                                                   | 632                                                   | 844                                                   | 994                                                   |
| Jahr                                                  | 2000                                                  | 2010                                                  | 2020                                                  | 2030                                                  | 2040                                                  | 2050                                                  | 2060                                                  | 2070                                                  | 2080                                                  | 2090                                                  |
| Einwohner                                             | 1136                                                  | 1206                                                  | 1343                                                  |                                                       |                                                       |                                                       |                                                       |                                                       |                                                       |                                                       |

## Wirtschaft und Infrastruktur

### Verkehr
Die Vermont State Route 14 verläuft in nordsüdlicher Richtung durch die Town, von Albany im Norden nach Hartwig im Süden.

### Öffentliche Einrichtungen
In Craftsbury gibt es kein eigenes Krankenhaus. Das nächstgelegene Krankenhaus ist das Copley Hospital in Morrisville.

### Bildung
Die Craftsbury Elementary School bietet Klassen vom Kindergarten bis zur vierten Schulklasse.
Die Craftsbury Middle School in der Minden Hall besuchen Schülerinnen und Schüler der Klassen fünf bis acht.
Die Craftsbury High School wird von Schülerinnen und Schülern der Klasse 9 bis 12 besucht.
Die Wells Village Library liegt an der Vermont Route 30 in der ehemaligen Kirche der Universalisten. Das Gebäude wurde im Jahr 1855 errichtet. Die erste Bücherei von Wells war die Wells-Lochlea Library, in einem Raum über der Garage von Annie R. Huyck. Sie spendete der Bücherei ihre Bücher und kümmerte sich um die Nutzungsmöglichkeit der ehemaligen Kirche. Anschließend bezahlte sie den Umbau der Kirche zur Bücherei. Heute wahrt die Bücherei ihr Andenken.

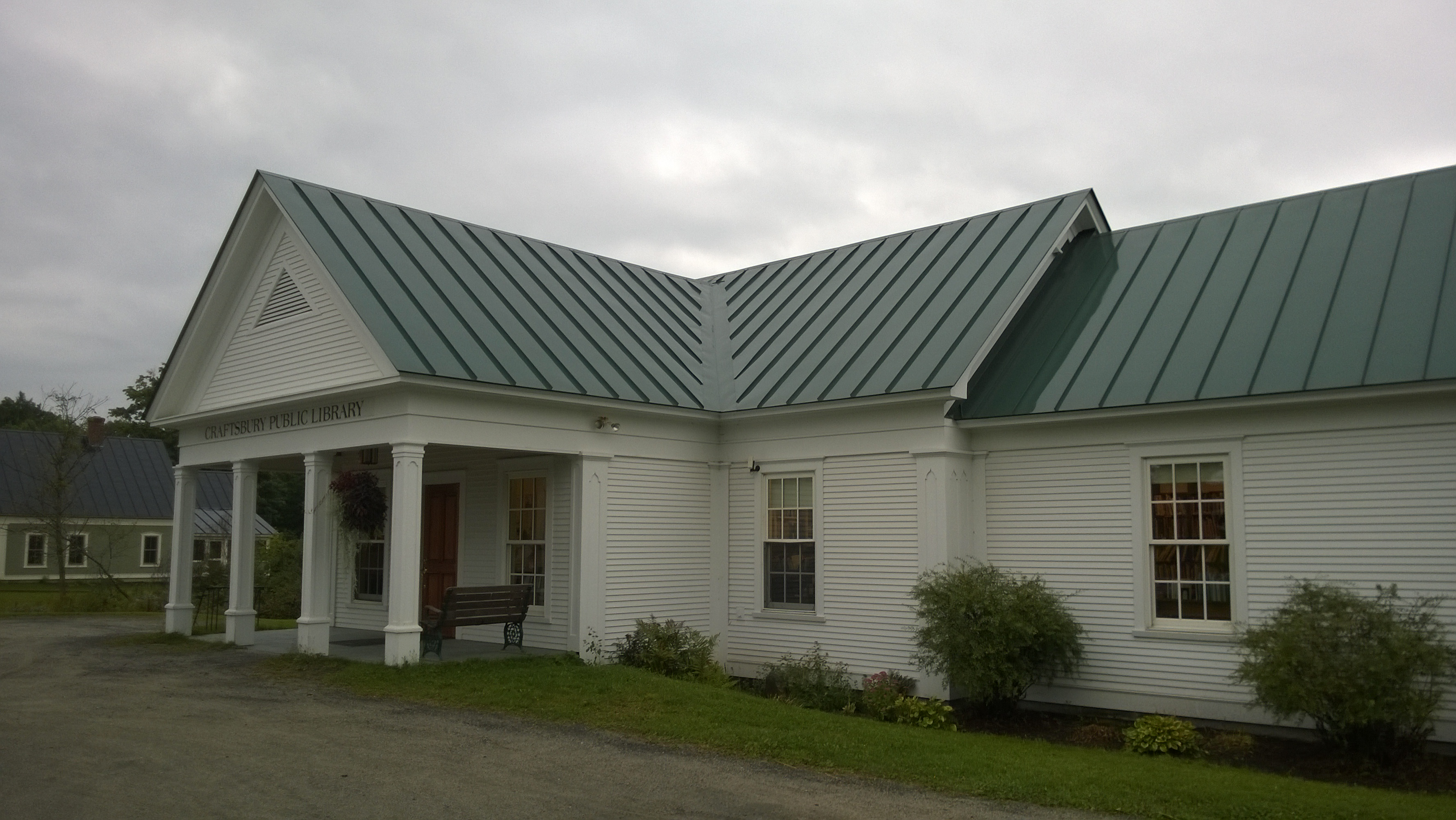
Craftsbury Public Library

In Craftsbury befindet sich mit der Craftsbury Public Library eine Bücherei in der Church Street.
Das Sterling College wird von rund 125 Studenten besucht.

### Tourismus und Kultur
Craftsbury bietet verschiedene Aktionen für den Tourismus an. Alfred Hitchcock nutzte die Kulisse im Jahre 1955 für seine Krimikomödie Immer Ärger mit Harry, die zu einem großen Teil während des Indian Summer in Craftsbury gedreht wurde.

## Persönlichkeiten

### Söhne und Töchter der Stadt
- Roger L. Easton (1921–2014), einer der Erfinder des GPS
- Burleigh F. Spalding (1853–1934), Politiker im US-Repräsentantenhaus
- Jay Webber Seaver (1855–1915), Mediziner und Pionier der Anthropometrie

### Persönlichkeiten, die vor Ort gewirkt haben
- Samuel C. Crafts (1768–1853), Politiker und Gouverneur von Vermont
- Augustus Young (1784–1857), Politiker im US-Repräsentantenhaus